# VIASA
VIASA (Venezolana Internacional de Aviación, Sociedad Anónima) war zwischen 1961 und 1997 die nationale Fluggesellschaft Venezuelas und eine der größten Fluggesellschaften Lateinamerikas. Die Fluggesellschaft bediente fast ausschließlich internationale Zielorte ab Caracas. In Europa wurden unter anderem Amsterdam, Frankfurt, London, Madrid, Paris und Rom angeflogen. Auch wenn das Farbschema in den letzten Jahren an das des Haupteigentümers Iberia angepasst wurde, waren VIASA-Flugzeuge durch ihr orangefarbenes Heck mit weißen Buchstaben bekannt.

## Geschichte

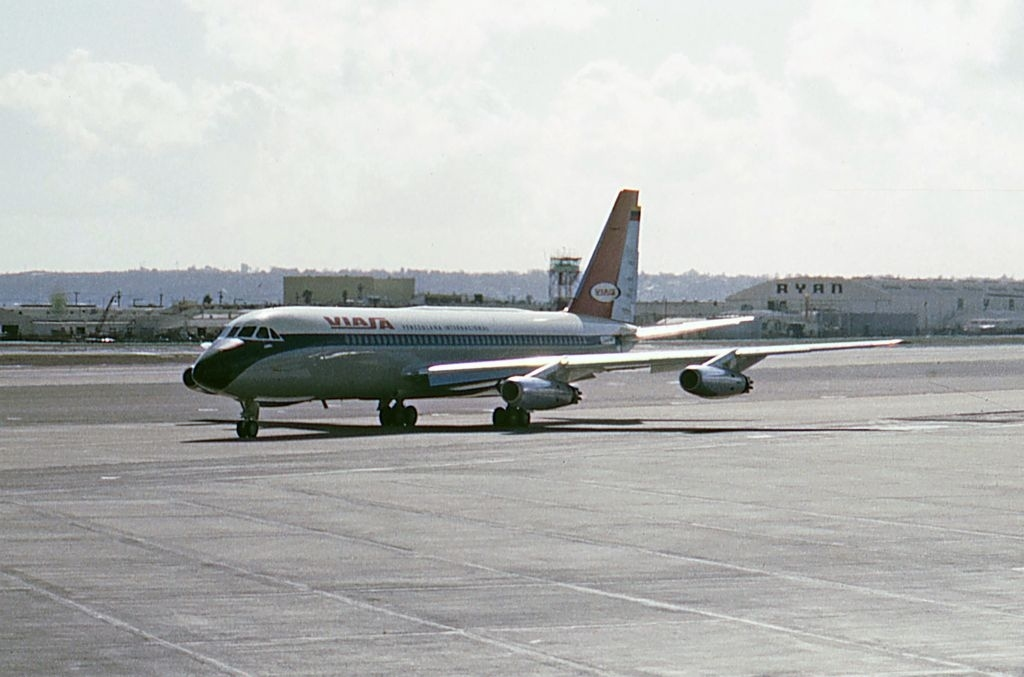
Eine Convair CV-880 der VIASA im Jahr 1963

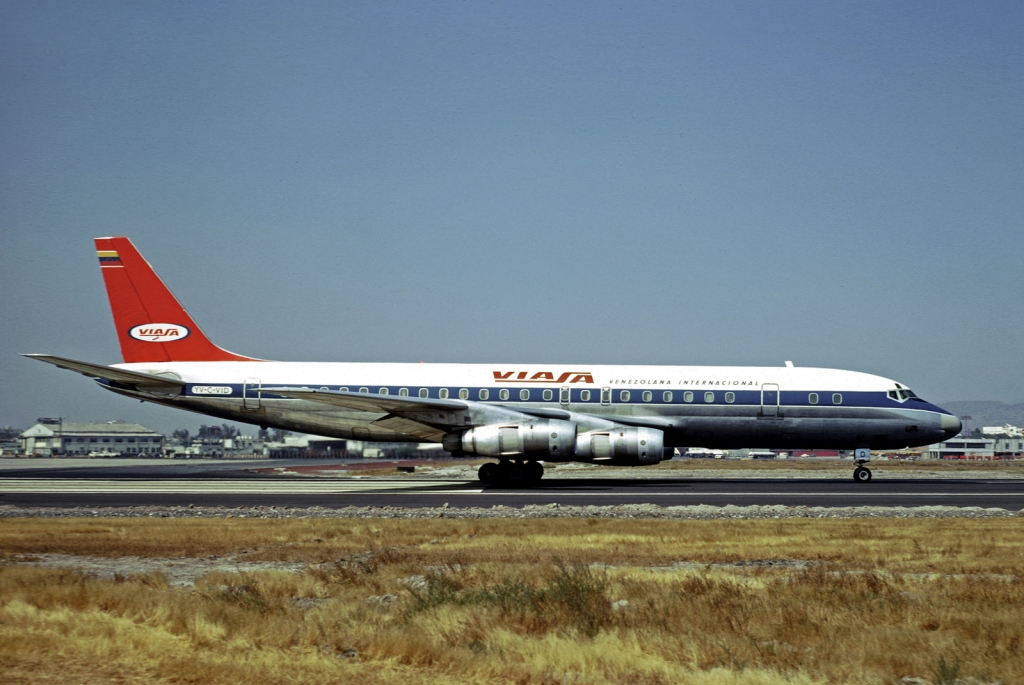
Eine Douglas DC-8-50 der VIASA im Jahr 1971

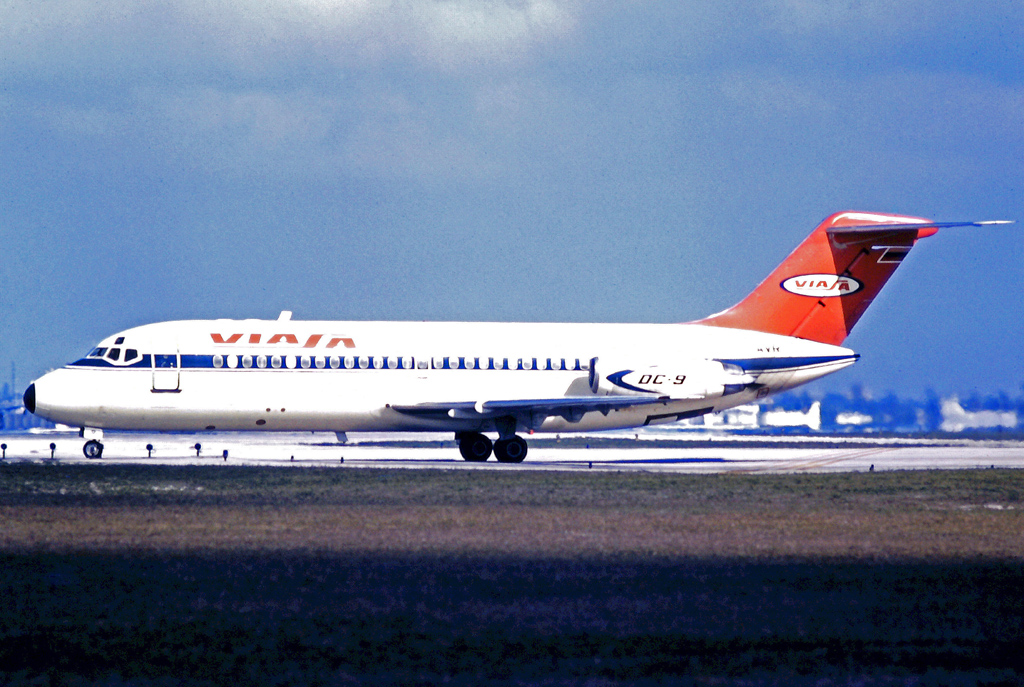
Eine Douglas DC-9-14 der VIASA im Jahr 1971

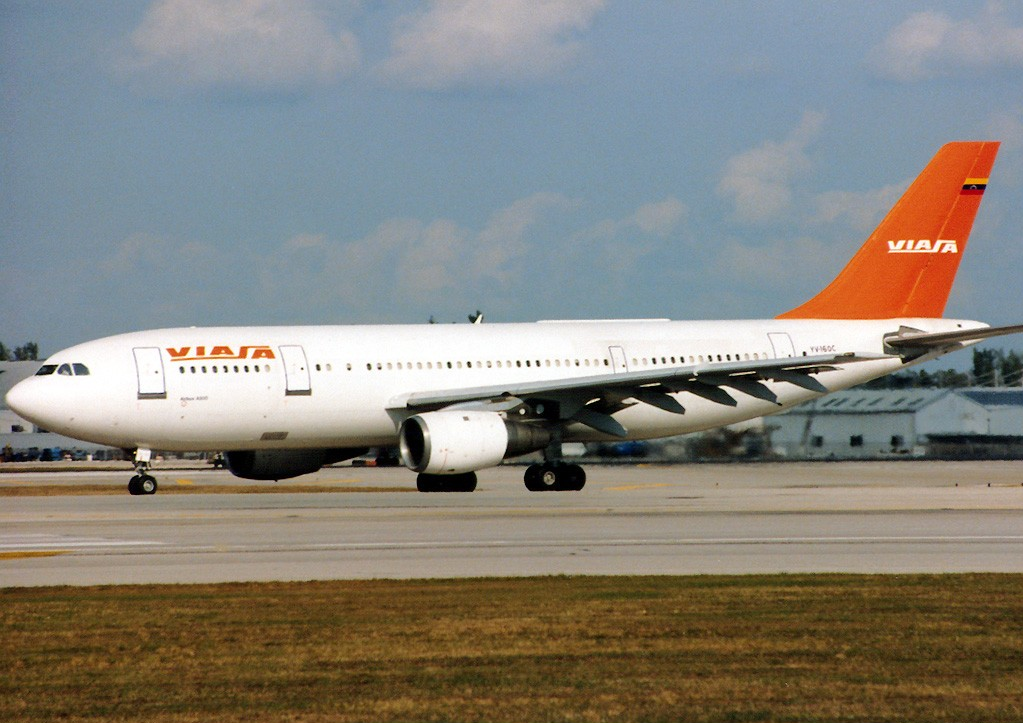
Ein Airbus A300 der VIASA im Jahr 1993

Ende der 1950er Jahre gab es in Venezuela Überlegungen, die staatliche Fluggesellschaft Linea Aeropostal Venezolana mit der privaten AVENSA zu fusionieren, um so eine Fluggesellschaft von internationalem Rang zu gründen. Dieser Plan wurde jedoch verworfen und stattdessen die internationalen Flüge der Aeropostal in eine neue Fluggesellschaft transferiert. Das Kapital der neuen Fluggesellschaft stammte zu 51 % von der Aeropostal sowie zu 49 % von privaten Investoren, darunter AVENSA, die damals noch im Besitz der Pan Am war. Ein wichtiges Ziel war es, die Fluggesellschaft möglichst ohne Interventionen von Seiten der Regierung zu betreiben.
Im November 1960 trat VIASA mit der Bestellung von zwei Mittelstreckenflugzeugen des Typs Convair CV-880 erstmals in Erscheinung. Der Flugbetrieb begann am 1. April 1961 mit einigen Flugzielen in Lateinamerika, Nordamerika und der Karibik sowie einigen europäischen Flugzielen, die durch Douglas DC-8 der KLM bedient wurden. KLM trug erheblich zum Aufbau der VIASA bei, unter anderem durch den Aufbau der Technik in Caracas sowie der Pilotenausbildung für die Langstreckenflugzeuge. VIASA war der einzige lateinamerikanische Flag Carrier, der ausschließlich Düsenverkehrsflugzeuge betrieb.
Im Jahr 1963 trafen die ersten eigenen DC-8 ein, während im Laufe der 1960er Jahre einige von AVENSA angemietete Douglas DC-9 die Convair CV-880 auf den Karibik- und Lateinamerikastrecken ablösten. Pool- und Partnerschaftsabkommen (unter anderem mit BOAC und Alitalia) erweiterten das europäische Streckennetz. In dieser Zeit wurde auch eine kurzlebige Frachttochter mit dem Namen Transcarga gegründet. Im Dezember 1968 traf die erste lange DC-8-63 ein. Im Juni 1969 wurde die einzige Sud Aviation SE-210 Caravelle I von der AVENSA (Kennzeichen YV-C-AVI) für ein Jahr angemietet und in vollen VIASA Farben auf der Strecke Caracas-Maracaibo eingesetzt.
Im Jahr 1972 wurde eine Boeing 747-200 der KLM angemietet, um die starke Nachfrage auf den Europa-Strecken befriedigen zu können. Die „Orinoco“ getaufte Maschine war das erste in Südamerika betriebene Großraumflugzeug. Anfang 1973 wurde von KLM eine DC-10-30 angemietet. Im Jahr 1974 folgten dann die ersten eigenen DC-10, die aus einer KLM-Bestellung stammten.
Auch wenn Venezuela ein erdölreiches Land ist und durch die Krise Anfang der 1970er Jahre profitieren konnte, litt VIASA durch den Einbruch von Fracht- und Passagierzahlen. So wurde die Gesellschaft nach dem verlustreichen Geschäftsjahr 1975/76 verstaatlicht, womit ihr Untergang eingeleitet wurde. VIASA rutschte von nun an immer tiefer in die roten Zahlen, doch die venezolanische Regierung pumpte immer mehr Geld in den Flag Carrier hinein.
In den 1980er Jahren sollte die Flotte komplett auf DC-10 umgestellt werden, doch zwischenzeitlich stießen noch andere Flugzeugtypen zur Flotte. Ende 1982 wurden zwei McDonnell Douglas DC-9-82 (Werknummern 49103 und 49104) für Routen von Miami zu kleineren venezolanischen Flughäfen wie Barquisimeto oder Barcelona geliefert. Diese Strecken wurden jedoch 1984 bereits eingestellt und die DC-9-80 zurückgegeben. Im Jahr 1985 wurde die Partnerschaft mit der KLM beendet. Im Jahr 1987 kamen mit zwei ehemaligen Lufthansa A300B4 (vormals D-AIBA, D-AIBC) neue Flugzeuge für die Nordamerika-Strecken hinzu. Zwei weitere Airbus A300 wurden 1989 aus Eastern Airlines Beständen übernommen. Ende der 1980er Jahre wurden zwei Lieferoptionen für McDonnell Douglas MD-11 gesichert (Werknummern 48523 und 48524). Beide Optionen wurden nach der Übernahme durch Iberia jedoch gestrichen und die Maschinen wurden entsprechend nicht gebaut.
Bereits 1989 wurde erneut über eine Privatisierung nachgedacht und 1991 wurde die Fluggesellschaft an die spanische Iberia verkauft. KLM bot ebenfalls mit, erhielt den Zuschlag jedoch nicht. Iberia restrukturierte die Gesellschaft, übernahm die DC-10-Flotte der VIASA und verlieh sie an diese zurück. Ein neues Farbschema, ähnlich dem der Iberia wurde eingeführt. In Venezuela wurde dieses Schema „Manolo-Bemalung“ getauft, da Manolo als typisch spanischer Name gilt. Die Airbus A300 wurden durch ehemalige Iberia Boeing 727-200 ersetzt, die auf den Nordamerika-Strecken kaum mit den moderneren Maschinen von American Airlines und United Airlines konkurrieren konnten. Unter Führung der Iberia rutschte die stark defizitäre VIASA weiter ins Minus. Es war von einer katastrophalen Kommunikation zwischen der Führung in Spanien und der venezolanischen Gesellschaft die Rede.
Am 23. Januar 1997 stellte VIASA endgültig den Flugbetrieb ein. Die Flugzeuge wurden von der Iberia in die eigene Flotte integriert. Noch heute gilt Iberia in Venezuela als Hauptschuldiger für den Niedergang der nationalen  Fluggesellschaft, auch wenn die spanische Gesellschaft sicher nicht Alleinverursacher für die Misere war. Viele Kenner der venezolanischen Luftfahrtszene sehen es als größten Fehler an, die Gesellschaft im Jahr 1991 nicht an KLM verkauft zu haben, da KLM in der Geschichte VIASAs als wohlwollende Fluggesellschaft angesehen wurde.
Seit 1997 wurden die internationalen Strecken der VIASA durch andere venezolanische Fluggesellschaften übernommen.

## Flotte

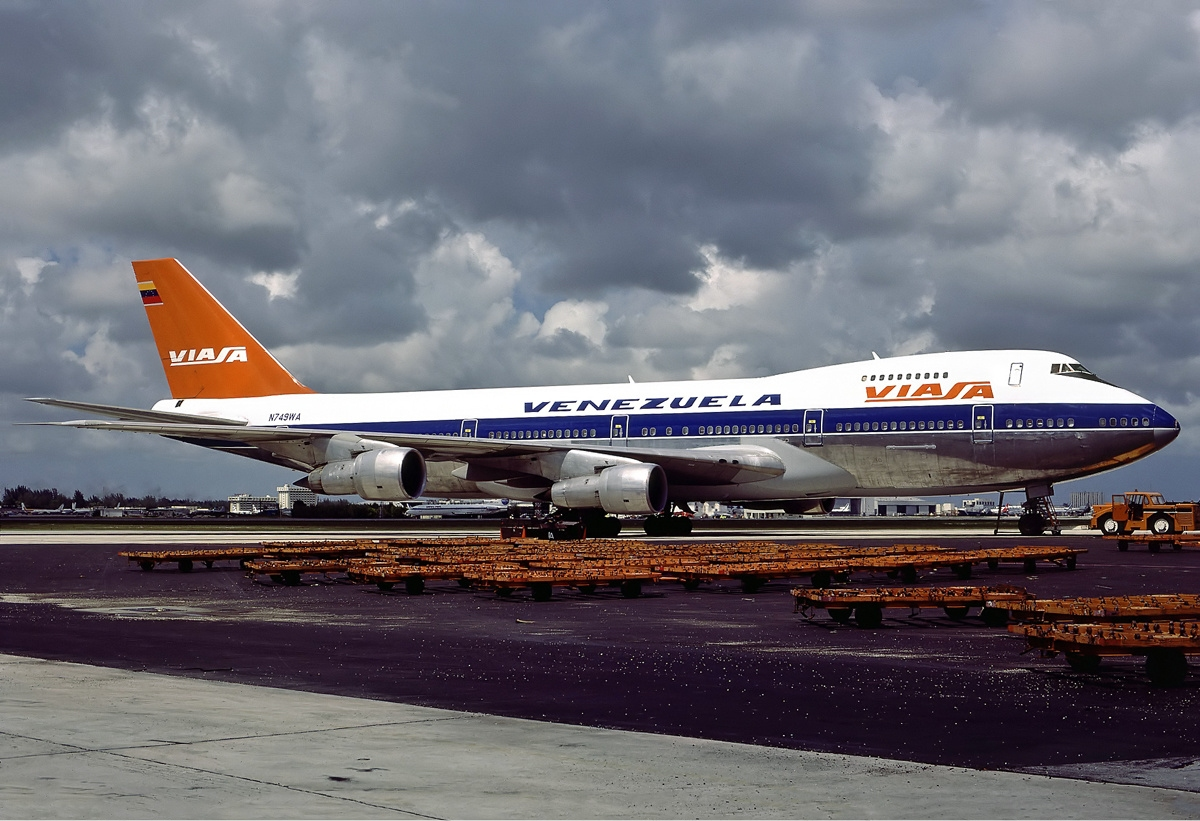
Eine durch World Airways betriebene Boeing 747-200 der VIASA im Jahr 1981

Folgende Flugzeuge wurden von oder für VIASA betrieben:
- Airbus A300B4
- Boeing 727-256
- Boeing 747-130
- Boeing 747-206B (betrieben durch KLM)
- Boeing 747-273C (betrieben durch World Airways)
- Convair CV-880 (teilweise mit KLM zusammen betrieben)
- Douglas DC-8-53/63 (teilweise betrieben durch KLM)
- Douglas DC-9-14/32/33RC (teilweise betrieben durch Avensa)
- McDonnell Douglas DC-10-30
- McDonnell Douglas DC-9-82/MD-82
- Sud Aviation Caravelle (betrieben durch AVENSA)

## Zwischenfälle
Viasa verzeichnete drei Unfälle mit Totalverlust. Dabei kamen 216 Menschen ums Leben:
- Am 30. Mai 1961 stürzte eine DC-8-53 (betrieben von KLM, Luftfahrzeugkennzeichen PH-DCL) fünf Minuten nach dem Start vom Flughafen Lissabon ins Meer. Alle 61 Menschen an Bord starben. Wie es zu dem Unfall kam, konnte bis heute nicht geklärt werden.[2]

- Am 16. März 1969 stürzte eine erst wenige Wochen alte DC-9-32 (betrieben von AVENSA, Kennzeichen YV-C-AVD, Werknummer 47243) unmittelbar nach dem Start vom Flughafen Maracaibo in einen Häuserblock. Alle 84 Menschen an Bord sowie 71 am Boden starben. Dies war zu jener Zeit der schwerste Flugunfall in Venezuela (siehe auch VIASA-Flug 742).[3]

- Am 26. November 1993 rollte eine McDonnell Douglas DC-10 (Kennzeichen YV-135C) bei der Landung auf dem Flughafen Buenos Aires-Ezeiza bei Regenwetter über das Bahnende hinaus und blieb im Sumpf stecken. Keiner der 123 Insassen wurde verletzt, das Flugzeug war jedoch so schwer beschädigt, dass es abgeschrieben werden musste.[4]